# بين ويلسون (رسام)
بين ويلسون (بالإنجليزية: Ben Wilson)‏ هو فنان ورسام بريطاني، ولد في 1963 في كامبريدج في المملكة المتحدة.